# Howard Bayne
Howard Edgar Bayne (Dayton, 28 luglio 1942 – Dayton, 14 maggio 2018) è stato un cestista statunitense, professionista nella ABA.

## Carriera
Venne selezionato dai Baltimore Bullets al quindicesimo giro del Draft NBA 1966 (107ª scelta assoluta).